# Épine dendritique

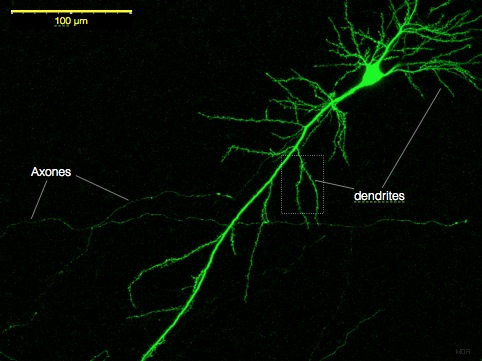
Neurone pyramidal

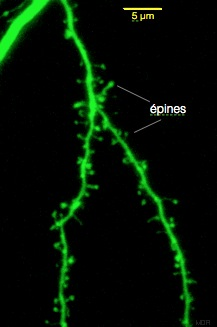
Dendrites

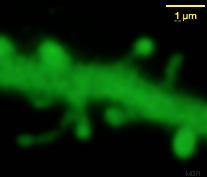
Épines dendritiques

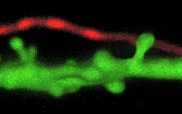
Épines dendritiques et axone

Une épine dendritique est une excroissance de la membrane des dendrites des neurones.

## Généralités
Une épine dendritique est une excroissance de la membrane des dendrites des neurones et dont le volume est en moyenne d'environ 0,05 µm3.
Les épines dendritiques reçoivent les contacts synaptiques des axones des neurones présynaptiques. Bien que ces contacts puissent se faire directement sur la branche d'un dendrite, une épine dendritique constitue un espace physiquement délimité, possédant ses propres microdomaines et protéines de régulation. Ainsi, la transmission synaptique arrivant au niveau d'une épine peut y être filtrée électriquement et/ou régulée individuellement et théoriquement indépendamment des autres contacts avant que le signal post-synaptique n'arrive dans le dendrite du neurone et atteigne son soma.

## Historique
Les épines dendritiques ont été observées dès la fin du XIXe siècle par Santiago Ramón Y Cajal sur des neurones fixés du cervelet. RY Cajal postula alors que ces épines pouvaient servir de contact entre les neurones, ce qui fut démontré plus de 50 ans plus tard grâce à l'avènement de la microscopie électronique.
Jusqu'au développement de la microscopie confocale à balayage laser sur des tissus vivants, il était admis que ces épines, donc le réseau neuronal, étaient formées pendant le développement embryonnaire puis devenait figé après la naissance. Dans le cadre de ce dogme, les phénomènes de plasticité synaptique rapide, pouvaient expliquer à eux seuls l'adaptabilité d'un réseau neuronal aux stimulus de l'environnement, et sa capacité à mémoriser l'information. Les nouvelles techniques de microscopie confocale, associées à la biologie moléculaire ont depuis permis de montrer que les épines dendritiques étaient bien plus dynamiques que ce que l'on pensait, même après la naissance,,,

## Plasticité structurale et apprentissage
Les épines dendritiques subissent en réalité d'une part des changements de leur forme,, et d'autre part un turn-over permanent (elles apparaissent et disparaissent), y compris dans des préparations neuronales effectuées après la naissance,,, et allant décroissant avec l'état développemental des neurones.
Ce turnover est dépendant de l'activité des neurones et augmenté lors d'expériences de potentialisation à long terme (LTP, le corréla cellulaire de la mémorisation de l'information) sur des préparations in vitro,,. Les cascades moléculaires associées à ces changements structuraux sont désormais très étudiées,.
In vivo des expériences de privation sensorielle ont pour conséquence de modifier le turnover des neurones du cortex sensoriel primaire chez le rat,,.
Plus récemment, la spécificité de l'effet de la LTP et ses conséquences sur la réorganisation constante des réseaux neuronaux ont été démontrées à l'échelle de l'épine, et l'effet de l'apprentissage sur la dynamique de ces épines est de plus en plus étudié,,.

## Pathologies
Des altérations de la morphologie et/ou de la dynamique des épines dendritiques sont fréquemment associées à des pathologies touchant le cerveau, notamment les maladies neurodégénératives ainsi que diverses formes de retard mental. C'est le cas notamment des troubles du spectre autistique, du syndrome de l'X-fragile, de la maladie d'Alzheimer, et de la maladie de Parkinson.

## Annexe